# Barlow (Derbyshire)
Barlow è un villaggio e parrocchia civile dell'Inghilterra, appartenente alla contea del Derbyshire.